# Héliopeinture
L'héliopeinture est un procédé de reproduction graphique mécanisé inventé en 1913 en France, imitant l'huile sur toile et destiné à produire entre autres des copies en petits formats de tableaux de maîtres. Il disparaît dans les années 1950.

## Procédé
Ce procédé est breveté à l'origine par Berger-Levrault et a été utilisé entre 1913 et 1950, à petite échelle, car les impressions issues de cette technique n’ont pas rencontré un grand succès,. 
Au départ est produit un cliché en couleurs de la peinture à reproduire. Le cliché est traduit en héliogravure au grain, à plat, tirée sur papier gaufré reprenant les volumes laissés par les coups de pinceau dans la gouache. L'estampe chromographique passait en effet dans une presse spécifique qui accentuait les effets peints. Un vernis était enfin appliqué sur la surface.
L’héliopeinture était surtout destinée à la reproduction de tableaux de maîtres, le but étant d’obtenir une copie plus réaliste en lui donnant du relief ; les images étaient montées sur bois et marouflées sur de la toile, laquelle devait porter au verso le tampon signifiant le procédé.
Ces copies sont dans un format inférieur à celui de l'original. Les images produites sont donc des multiples, que l'on ne saurait en aucun cas confondre avec l'original. Lorsqu'il s'agissait d'un artiste vivant, celui-ci donnait son autorisation et percevait un pourcentage au titre des droits d'auteur.
Berger-Levrault négocia avant 1914 le droit de reproduire le portrait officiel du président de la République par ce procédé : la société démarcha chaque mairie où le portrait était censé être présent. Le procédé fut médaillé d'or lors de l'Exposition universelle de Gand (1913).
L'héliopeinture a également été utilisée par la firme pour des contrats publicitaires, mais s'est vue supplantée par la sérigraphie.